# Zdravilo
Zdravilo je pripravek, ki se uporablja za zdravljenje, lajšanje, preprečevanje ali odkrivanje bolezni oziroma je namenjen za učinkovanje na zgradbo telesa ali njegovo delovanje. Načeloma vsebuje eno ali več zdravilnih učinkovin ter različne pomožne snovi, lahko pa je brez pomožnih snovi ali celo brez zdravilne učinkovine, vendar mnogo redkeje.

## Zgodovina zdravil
Vse civilizacije so tisočletja uporabljale zdravila živalskega in rastlinskega izvora za preprečevanje in zdravljenje bolezni. Iskanje učinkovin proti boleznim ter za spremembo zavesti in razpoloženja je bilo prav tako pomembno kot iskanje hrane in zavetja. Mnoge zdravilne snovi živalskega in rastlinskega izvora imajo še danes veliko veljavo, vendar je danes večina zdravil izdelanih na osnovi organske sintezne kemije in biotehnologije, ki sta se hitro razvili po drugi svetovni vojni.

## Delovanje zdravil
Večidel skrivnosti o delovanju zdravil lahko pojasni spoznanje, da zdravilo deluje samo na hitrost poteka biokemičnih procesov v organizmu. Torej zdravila ne spreminjajo osnovnih bioloških procesov in ne sprožajo povsem novih nalog telesnih organov. Tako na primer zdravila zavirajo ali pospešijo biokemične reakcije, ki povzročijo krčenje mišic, ledvičnih celic za uravnavo volumna izločenega seča itd. Kako močno zdravilo deluje, je odvisno od tega, kako močno ciljni proces odgovarja na delovanje zdravila.
Zdravila lahko spremenijo hitrost bioloških procesov. Antiepileptične učinkovine npr. obvladajo napade tako, da možgane prisilijo k zmanjšanemu tvorjenju določenih spojin, pri čemer pa zdravila ne morejo obnoviti okvarjenega možganskega sistema. Ta osnovna omejitev v delovanju zdravil povzroča mnoga nerazumevanja pri poskusih zdravljenja okvarjenih tkiv in degenerativnih bolezni, kot so okvare srca, artritis, distrofija mišic, Alzheimerjeva bolezen in multipla skleroza.

## Učinek delovanja zdravil
Vsak bolnik lahko na zdravilo reagira drugače. Za enak učinek običajno potrebujejo močnejši bolniki večji odmerek zdravila kot slabotnejši. Novorojenčki in starejši bolniki presnavljajo učinkovine mnogo počasneje kot ostali bolniki. Ledvični in jetrni bolniki se tudi močneje odzivajo na zdravila, ker se ta počasneje izločajo iz njihovega organizma.
Običajni ali srednji zdravilni odmerek vsake nove učinkovine določijo z laboratorijskimi poskusi na živalih in s kliničnim testiranjem na ljudeh. Vendar je zamisel povprečnega odmerka podobna zamisli ena številka za vse v oblačenju; precejšnjemu številu oseb se povprečni odmerek dokaj dobro prilega, nobenemu pa popolnoma.

## Neželeni učinki
Na začetku 20. stoletja je nemški znanstvenik Paul Ehrlich opisal idealno zdravilo kot magično kroglo: takšno zdravilo bi zadelo le bolno mesto, ne da bi poškodovalo zdrava tkiva. Čeprav so danes mnoga zdravila bolj specifična kot so bila v preteklosti, še vedno nobeno ni popolno. Večina se jih samo približuje Ehrlichovi definiciji. Čeprav delujejo predvsem proti bolezni, kažejo tudi vrsto neželenih učinkov, imenovanih tudi stranski učinki.
Če uporabo zdravila strogo nadzorujemo, lahko zdravilo zadrži želeno jakost delovanja, na primer, vzdrževanje normalnega krvnega tlaka pri bolniku z zvišanim tlakom ali normalne koncentracije glukoze v krvi pri sladkornem bolniku. Vendar specifične jakosti delovanja pri večini zdravil ne moremo vzdrževati. Tako je delovanje bodisi premočno in npr. krvni tlak pri bolniku z zvišanim tlakom prenizek ali krvne koncentracije glukoze pri sladkornem bolniku premajhne. Lahko pa jakost neželenih učinkov zdravila zmanjšamo ali povsem odstranimo, če se o tem bolnik in zdravnik pogovorita. Če bolnik zdravniku pove, kako zdravilo nanj deluje, mu ga ta lahko pravilno odmeri.
Pred aplikacijo zdravila bolniku, je treba preveriti ali je bolnik mogoče alergičen na zdravilo, ki mu ga je predpisal zdravnik. Če je alergičen lahko pride do anafilaktičnega šoka, ki je sicer ozdravljiv, lahko pa privede do težje slike, kot je koma ali smrt. Pri aplikaciji intramuskularne in subkutane terapije je možnost nastanka maščobne embolije saj so zdravila, ki ji apliciramo v mišico večinoma na maščobni osnovi.

## Učinkovitost in varnost
Dva glavna cilja razvoja zdravila sta učinkovitost in varnost. Ker lahko vsa zdravila tako pomagajo kot tudi škodijo, je njihova varnost relativna. Kolikor večja je njegova terapevtska širina oziroma kolikor širši je razpon med običajno učinkovitim odmerkom in odmerkom, ki povzroči hude stranske učinke, toliko varnejše je zdravilo. Če je že običajni zdravilni odmerek toksičen, ga zdravnik ne bo uporabil, kadar zdravljenje z njim ni nujno potrebno in je na razpolago varnejše zdravilo.
Najboljše je učinkovito in povsem varno zdravilo. Takšni so na primer penicilini. Samo za osebe, ki so na peniciline alergične, je njihova uporaba nevarna, drugače tudi v zelo velikih odmerkih ne povzročajo neželenih učinkov. Toda barbiturati, ki so bili pogosto uporabljeni kot uspavala, povzročijo težave z dihanjem in bitjem srca, v večjih odmerkih pa celo smrt. Zato se danes ne uporabljajo več, nadomeščajo jih novejša uspavala iz skupine benzodiazepinov, ki so mnogo varnejša.
Kljub temu je treba včasih uporabiti zdravilo z ozko terapevtsko širino. Tak je na primer varfarin za preprečevanje nastajanja krvnih strdkov, ki lahko povzroči krvavitve. Zato morajo bolniki, ki ga jemljejo, pogosto nadzorovati čas strjevanja krvi.

## Medsebojno učinkovanje zdravil
Pri sočasnem jemanju več zdravil lahko pride do njihovega medsebojnega učinkovanja in celo izboljšanih ali neželenih učinkov. Delovanje je lahko boljše ali pa se neželeni stranski učinki stopnjujejo ali postanejo številnejši. Do medsebojnega delovanja lahko pride tudi pri sočasnem jemanju zdravil na recept in zdravil v prosti prodaji. Zato mora zdravnik ob predpisovanju določenega zdravila vedeti, katera zdravila bolnik že jemlje (saj se bolnik lahko hkrati zdravi še pri drugem zdravniku), oziroma mora bolnik vsa svoja zdravila nabavljati v isti lekarni, da bi bil na možnost medsebojnega delovanja lahko pozoren farmacevt v lekarni, predvsem pri izdelkih kot so razna odvajala, antacidi, zdravila proti prehladu in kašlju.
Čeprav alkoholne pijače niso zdravila, delujejo na fiziološke procese organizma in povzročajo medsebojna delovanja z zdravili.
Delovanja med zdravili pa niso vedno neželena in nevarna. Tako nekatera zdravila za znižanje krvnega tlaka kombinirajo z drugimi, da bi zmanjšali tveganje neželenih učinkov ob večjih odmerkih enega samega antihipertonika.

## Zloraba zdravil
Zdravila so danes nepogrešljiva za preprečevanje in zdravljenje bolezni. Vendar nekateri ljudje še vedno mislijo, da so zdravila spojine, ki spreminjajo delovanje možganov in tako ustvarjajo boljše razpoloženje. Uporaba nekaterih zdravil, zlasti tistih, ki preprečujejo duševne stiske ali čezmerna in stalna uporaba zdravil brez potrebe je bila tudi v preteklosti pogost pojav. Temu se poleg zlorabe zdravil pridružuje še zloraba alkoholnih pijač in mamil, kot so marihuana, kokain, heroin, LSD in PCP.

## Imena zdravil
Glavni članek: Imena zdravil
Razumevanje poimenovanja zdravil pomaga pri branju oznak na zdravilih. Vsako zaščiteno zdravilo ima najmanj tri imena:
- kemijsko ime
- mednarodno nelastniško ali generično ime
- lastniško ime (zaščitena znamka)

Kemijsko ime opisuje atomsko oziroma molekulsko zgradbo učinkovine. Čeprav kemijsko ime zelo natančno opredeli učinkovino, je običajno preveč zapleteno, da bi ga splošno uporabljali. Kemijska imena uporabljamo samo pri nekaterih enostavnih anorganskih spojinah, kot je na primer natrijev bikarbonat.
Generično ali mednarodno nelastniško ime novim spojinam podeli posebna mednarodna komisija. Lastniško ali tovarniško ime izbere proizvajalec zdravila, odobri pa posebna državna komisija. Proizvajalci si prizadevajo, da bi bila imena njihovih zdravil kratka in lahko zapomljiva za zdravnike in bolnike. Zato so lastniška imena pogosto pomensko vezana na uporabo zdravila. Na primer Diabinese® zdravi diabetes, Aknoten® pa akne.
Generična zdravila morajo imeti enake aktivne sestavine kot originalno zdravilo in te sestavine se morajo absorbirati v bolnikovo telo z enako hitrostjo in v enakem obsegu kot iz originalnega zdravila. Izdelovalec generičnega zdravila mu lahko dodeli tudi svoje lastniško ime, če misli, da ga bo pod svojim imenom laže uveljavil v uporabi kot z generičnim zdravilom.

## Odpoklic zdravil
Odpoklic je potreben kadar varnost, kakovost in učinkovitost zdravil in prehranskih dopolnil niso v skladu z zahtevami. 
Odpoklic po navadi ukaže sam proizvajalec, kadar med interno kontrolo ugotovi nepravilnost. Odpoklic lahko zahtevata pristojna inšpekcija in agencije, lahko pa agencija poda le priporočilo za odpoklic izdelka. Izvrši ga veledrogerija oziroma grosist. Pri obveščanju pogosto igra glavno vlogo proizvajalec, da bi ljudje vedeli čim prej in bi prišlo do čim manjših posledic. 
Za odpoklic je ključna sledljivost. Pot od proizvajalca zdravila, veletrgovine, lekarne, zdravnika do uporabnikov mora biti strogo regulirana in nadzorovana. 
Lekarne smejo zdravila nabavljati le pri grosistih, ki imajo posebno dovoljenje Agencije RS za zdravila in medicinske pripomočke za promet z zdravili na debelo. Tako drogerije kot lekarne morajo voditi natančno evidenco o zdravilih, ki jih prodajajo oziroma izdajajo. Tako je zagotovljena popolna sledljivost zdravil, ki omogoča, da je lahko v najkrajšem času izveden odpoklic serije zdravila, če je z njim kaj narobe. 
Poznamo tri vrste klasičnih odpoklicev plus dva posebna. 
Glede na nujnost jih delimo na:
- odpoklic prve stopnje: ko bi lahko prišlo do potencialno resnih zapletov, invalidnosti oz.smrti, grosist oz. veledrogerija, odpoklic izvede takoj. Poleg odpoklica izdelka iz lekarn smo takoj obveščeni tudi preko javnih medijev
- odpoklic druge stopnje: kadar izpostavljenost produktu povzroča začasne in reverzibilne posledice za zdravje ali je pojav stranskih učinkov pogojen z dolgoročno uporabo
- odpoklic tretje stopnje; kadar izdelek ne povzroča nobenih posledic za zdravje, po navadi je vzrok pomanjkljiva embalaža, napačne oznake, šifre,...
- odpoklic z določenega trga, ker nekaj ni v skladu z zahtevami (regulativami), izdelava in prodaja sta OK
- obstaja še varnostno opozorilo, ki je po nujnosti ukrepanja najniže, potrošnike opozarja na razna tveganja